# Restomod

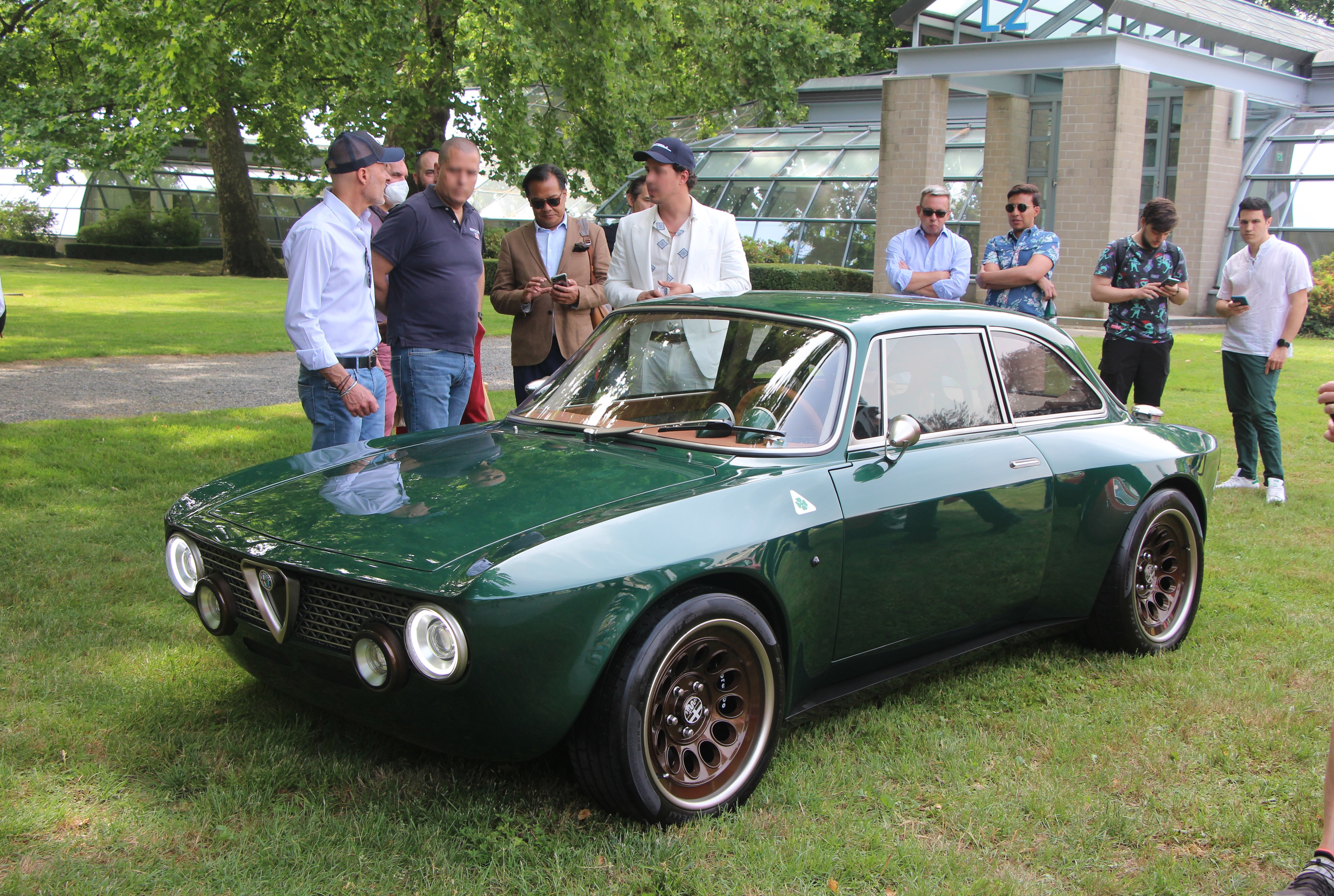
Auch mit Elektroantrieb erhältlicher Restomod Alfa Romeo Giulia GT von Totem Automobili

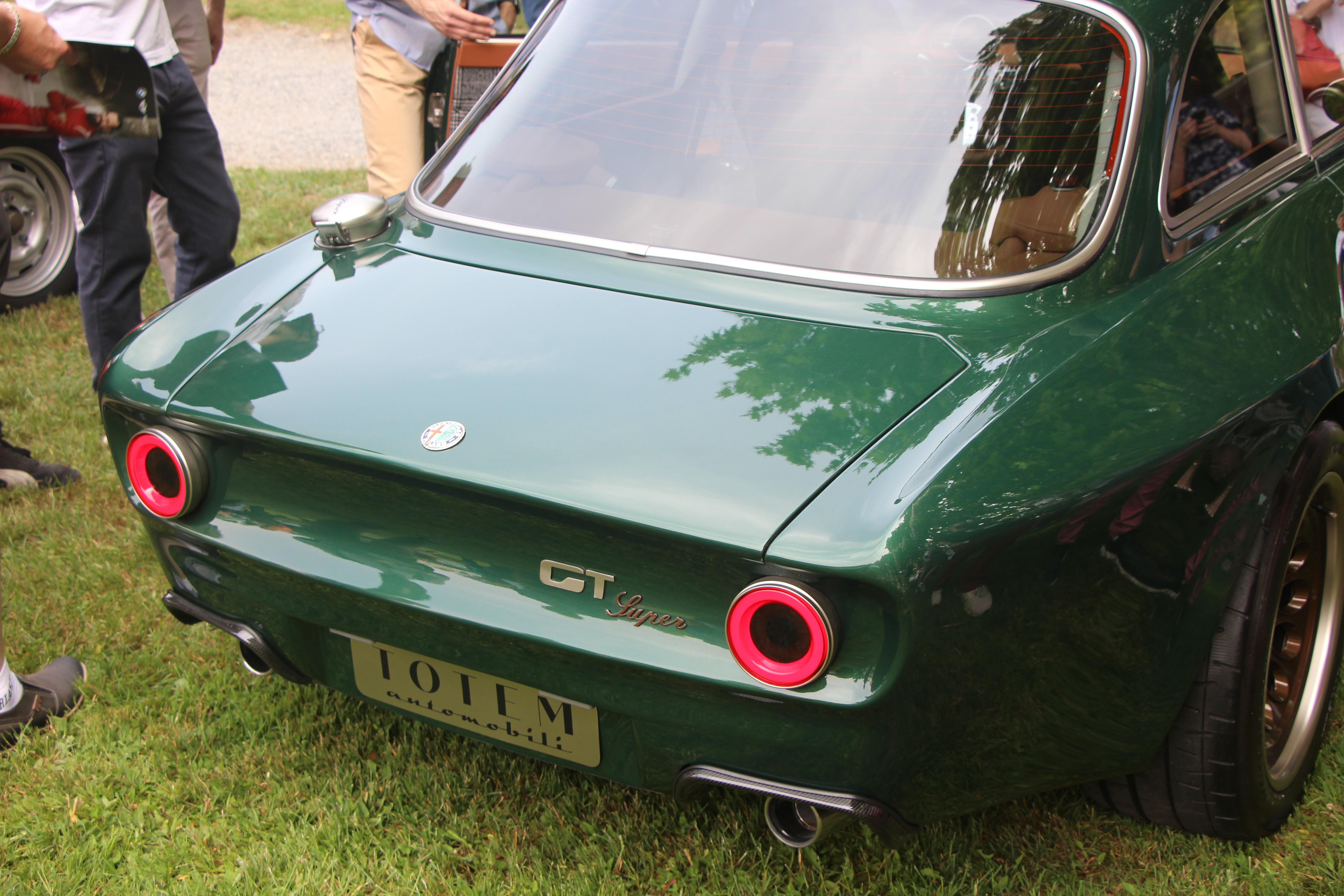
Heck des Restomod-Alfa-Romeo mit modernen LED-Rückleuchten

Bei einem Restomod-Fahrzeug wird ein nicht mehr in Produktion befindliches („altes“) Fahrzeug mit moderner Technik ausgestattet. „Restomod“ kombiniert im Wort wie in der Realität Restaurierung und Modernisierung. So kann zum Beispiel ein alter Wagen mit Verbrennungsmotor mit Elektroantrieb oder moderner, leistungsfähigerer ABS- oder Carbon-Keramik-Bremsanlage ausgestattet werden. Für die aufgearbeitete Karosserie wird auch Kohlenstofffaserverstärkter Kunststoff („Carbon“), im Fahrwerksbereich Aluminium und sogar Titan eingesetzt.
Beispiele sind der Opel Manta GSe ElektroMOD (2021), Singer-Porsche 911 oder der Touring Veloce12 (2024).